# Bogdănești (Vaslui)
Pour les articles homonymes, voir Bogdănești.
Bogdănești est une commune du județ de Vaslui en Roumanie.

## Politique et administration

### Jumelage
- Genlis (France), depuis 1989[1]